# Jerata (Ketol)
Jerata is een bestuurslaag in het regentschap Aceh Tengah van de provincie Atjeh, Indonesië. Jerata telt 293 inwoners (volkstelling 2010).